# Mistrzostwa Świata Juniorów w Hokeju na Lodzie 2014/Elita
38. Mistrzostwa Świata Juniorów w Hokeju na Lodzie Elity odbyły się w szwedzkim mieście Malmö, w dniach od 26 grudnia 2013 do 5 stycznia 2014. Mecze zostały rozegrane w Szwecji po raz szósty w historii.

## Organizacja
Lodowiska
| Malmö Arena Pojemność: 13 000 | Malmö Isstadion Pojemność: 5 800 |
| ----------------------------- | -------------------------------- |
|                               |                                  |
| Szwecja – Malmö               | Szwecja – Malmö                  |

W tej części mistrzostw uczestniczyło 10 najlepszych drużyn na świecie. System rozgrywania meczów jest inny niż w niższych dywizjach. Najpierw drużyny rozgrywają mecze w fazie grupowej (2 grupy po 5 zespołów), systemem każdy z każdym. Po raz pierwszy w tych rozgrywkach zmieniono sposób kwalifikacji do fazy pucharowej. Od tej edycji cztery pierwsze zespoły w fazie grupowej awansują do ćwierćfinałów, nie jak poprzednio dwa pierwsze do półfinałów, zaś kolejne dwa w ćwierćfinałach. Zmianie uległa również formuła rozstrzygnięcia drużyny, która spada do pierwszej dywizji. Najsłabsza drużyna z każdej z grup gra w fazie play-off do dwóch zwycięstw. Drużyna, która przegra dwukrotnie spada do niższej dywizji.

## Faza grupowa
Grupa A
| 26 grudnia 2012 | Niemcy | 2:7 | Kanada | Malmö Isstadion, Malmö |

| Szczegóły      | Szczegóły                                 | Szczegóły       | Szczegóły | Szczegóły                                                              |
| -------------- | ----------------------------------------- | --------------- | --- | ---------------------------------------------------------------------- |
| Godzina: 13:30 | D. Saeftel (EQ) 01:35 J. Moser (PP) 15:59 | (2:4, 0:2, 0:1) | 06:21 (EQ) J. Anderson 10:41 (PP) A. Mantha 17:36 (EQ) A. Mantha 18:29 (EQ) B. Horvat 26:45 (EQ) S. Reinhart 31:28 (PP) A. Mantha 50:13 (EQ) N. Petan | Widzów: 1861 Sędzia główny: Rene Hradil Sędziowie liniowi: Jozef Kubus |
| Godzina: 13:30 | 10 min. kar                               |                 | 6 min. kar | Widzów: 1861 Sędzia główny: Rene Hradil Sędziowie liniowi: Jozef Kubus |

| 26 grudnia 2012 | Czechy | 1:5 | Stany Zjednoczone | Malmö Isstadion, Malmö |

| Szczegóły      | Szczegóły             | Szczegóły       | Szczegóły | Szczegóły                                                                   |
| -------------- | --------------------- | --------------- | --- | --------------------------------------------------------------------------- |
| Godzina: 17:30 | M. Plutnar (PP) 45:47 | (0:2, 0:2, 1:1) | 01:21 (PP) R. Barber 02:02 (PP) W. Butcher 29:23 (EQ) H. Fasching 37:03 (EQ) J. Slavin 57:49 (EQ) V. Hinostroza | Widzów: 1321 Sędzia główny: Daniel Stricker Sędziowie liniowi: Marc Wiegand |
| Godzina: 17:30 | 8 min. kar            |                 | 6 min. kar | Widzów: 1321 Sędzia główny: Daniel Stricker Sędziowie liniowi: Marc Wiegand |

| 27 grudnia 2012 | Słowacja | 9:2 | Niemcy | Malmö Isstadion, Malmö |

| Szczegóły      | Szczegóły | Szczegóły       | Szczegóły                               | Szczegóły                                                               |
| -------------- | --- | --------------- | --------------------------------------- | ----------------------------------------------------------------------- |
| Godzina: 15:00 | M. Kolena (PP) 03:33 M. Daňo (EQ) 12:38 D. Gríger (PP) 17:24 M. Daňo (EQ) 21:57 M. Kolena (EQ) 26:31 D. Gachulinec (EQ) 30:38 M. Réway (EQ) 47:44 M. Lunter (EQ) 48:24 S. Horanský (EQ) 57:30 | (3:0, 3:1, 3:1) | 22:38 (EQ) D. Kahun 45:56 (EQ) J. Moser | Widzów: 533 Sędzia główny: Antti Boman Sędziowie liniowi: Jacob Grumsen |
| Godzina: 15:00 | 6 min. kar |                 | 4 min. kar                              | Widzów: 533 Sędzia główny: Antti Boman Sędziowie liniowi: Jacob Grumsen |

| 28 grudnia 2012 | Stany Zjednoczone | 6:3 | Słowacja | Malmö Isstadion, Malmö |

| Szczegóły      | Szczegóły | Szczegóły       | Szczegóły                                                    | Szczegóły                                                                   |
| -------------- | --- | --------------- | ------------------------------------------------------------ | --------------------------------------------------------------------------- |
| Godzina: 13:30 | J. Eichel (PP) 16:53 D. O’Regan (PP) 19:59 R. Hartman (PP) 24:22 M. Grzelcyk (EQ) 49:33 S. Matteau (EQ) 54:15 R. Barber (EQ) 56:34 | (2:0, 1:2, 3:1) | 31:04 (PP) M. Kolena 32:57 (PP) M. Réway 57:52 (EQ) M. Réway | Widzów: 1658 Sędzia główny: Steve Papp Sędziowie liniowi: Jewgienij Romasko |
| Godzina: 13:30 | 12 min. kar |                 | 10 min. kar                                                  | Widzów: 1658 Sędzia główny: Steve Papp Sędziowie liniowi: Jewgienij Romasko |

| 28 grudnia 2012 | Kanada | 4:5 pk. | Czechy | Malmö Isstadion, Malmö |

| Szczegóły      | Szczegóły                                                                            | Szczegóły                 | Szczegóły                                                                                               | Szczegóły                                                                  |
| -------------- | ------------------------------------------------------------------------------------ | ------------------------- | --- | -------------------------------------------------------------------------- |
| Godzina: 17:30 | S. Reinhart (PP) 15:50 J. Drouin (PP) 40:24 A. Ekblad (SH) 51:09 C. Hudon (EQ) 53:01 | (1:1, 0:1, 3:2, 0:0, 0:1) | 07:10 (EQ) D. Kämpf 37:16 (EQ) M. Plutnar 44:07 (EQ) V. Tomeček 52:45 (PP) J. Vrána 65:00 (SO) D. Simon | Widzów: 3011 Sędzia główny: Jacob Grumsen Sędziowie liniowi: Timothy Mayer |
| Godzina: 17:30 | 12 min. kar                                                                          |                           | 12 min. kar                                                                                             | Widzów: 3011 Sędzia główny: Jacob Grumsen Sędziowie liniowi: Timothy Mayer |

| 29 grudnia 2012 | Niemcy | 0:8 | Stany Zjednoczone | Malmö Isstadion, Malmö |

| Szczegóły      | Szczegóły   | Szczegóły       | Szczegóły | Szczegóły                                                                |
| -------------- | ----------- | --------------- | --- | ------------------------------------------------------------------------ |
| Godzina: 15:00 |             | (0:2, 0:4, 0:2) | 08:09(EQ) H. Fasching 11:56 (PP) N. Kerdiles 22:21 (PP) W. Butcher 23:27 (PP) V. Hinostroza 31:46 (PP) R. Barber 33:57 (PP)M. Grzelcyk 50:04 (PP) S. Santini 53:46 (EQ) V. Hinostroza | Widzów: 651 Sędzia główny: Marcus Linde Sędziowie liniowi: Devin Piccott |
| Godzina: 15:00 | 45 min. kar |                 | 8 min. kar | Widzów: 651 Sędzia główny: Marcus Linde Sędziowie liniowi: Devin Piccott |

| 30 grudnia 2012 | Czechy | 0:3 | Niemcy | Malmö Isstadion, Malmö |

| Szczegóły      | Szczegóły   | Szczegóły       | Szczegóły                                                       | Szczegóły                                                              |
| -------------- | ----------- | --------------- | --------------------------------------------------------------- | ---------------------------------------------------------------------- |
| Godzina: 13:30 |             | (0:1, 0:2, 0:0) | 14:25 (EQ) F. Tiffels 35:24 (EQ) D. Kahun 37:51 (PP) F. Tiffels | Widzów: 1062 Sędzia główny: Tobias Bjork Sędziowie liniowi: Steve Papp |
| Godzina: 13:30 | 12 min. kar |                 | 8 min. kar                                                      | Widzów: 1062 Sędzia główny: Tobias Bjork Sędziowie liniowi: Steve Papp |

| 30 grudnia 2012 | Kanada | 5:3 | Słowacja | Malmö Isstadion, Malmö |

| Szczegóły      | Szczegóły                                                                                             | Szczegóły       | Szczegóły                                                     | Szczegóły                                                                    |
| -------------- | --- | --------------- | ------------------------------------------------------------- | ---------------------------------------------------------------------------- |
| Godzina: 17:30 | C. Lazar (PP) 18:12 A. Mantha (EQ) 37:00 J. Drouin (EQ) 54:02 N. Petan (PP) 57:14 N. Petan (EN) 58:39 | (1:1, 1:2, 3:0) | 01:40 (PP) D. Gríger 27:07 (PP) M. Réway 32:33 (PP) D. Gríger | Widzów: 2558 Sędzia główny: Rene Hradil Sędziowie liniowi: Jewgienij Romasko |
| Godzina: 17:30 | 22 min. kar                                                                                           |                 | 10 min. kar                                                   | Widzów: 2558 Sędzia główny: Rene Hradil Sędziowie liniowi: Jewgienij Romasko |

| 31 grudnia 2012 | Słowacja | 1:4 | Czechy | Malmö Isstadion, Malmö |

| Szczegóły      | Szczegóły            | Szczegóły       | Szczegóły                                                                              | Szczegóły                                                               |
| -------------- | -------------------- | --------------- | -------------------------------------------------------------------------------------- | ----------------------------------------------------------------------- |
| Godzina: 13:30 | M. Kolena (EQ) 39:56 | (0:2, 1:2, 0:0) | 00:18 (EQ) D. Pastrnak 03:54 (EQ) O. Kase 22:00 (EQ) M. Prochazka 26:46 (PP) P. Sidlik | Widzów: 1259 Sędzia główny: Antti Boman Sędziowie liniowi: Marcus Linde |
| Godzina: 13:30 | 10 min. kar          |                 | 33 min. kar                                                                            | Widzów: 1259 Sędzia główny: Antti Boman Sędziowie liniowi: Marcus Linde |

| 31 grudnia 2012 | Stany Zjednoczone | 2:3 | Kanada | Malmö Isstadion, Malmö |

| Szczegóły      | Szczegóły                                  | Szczegóły       | Szczegóły                                                     | Szczegóły                                                                   |
| -------------- | ------------------------------------------ | --------------- | ------------------------------------------------------------- | --------------------------------------------------------------------------- |
| Godzina: 17:30 | R. Barber (SH) 23:29 S. Matteau (EQ) 57:15 | (0:0, 1:1, 1:2) | 32:19 (EQ) N. Petan 43:54 (EQ) C. McDavid 46:13 (PP) C. Lazar | Widzów: 3882 Sędzia główny: Tobias Bjork Sędziowie liniowi: Daniel Stricker |
| Godzina: 17:30 | 10 min. kar                                |                 | 6 min. kar                                                    | Widzów: 3882 Sędzia główny: Tobias Bjork Sędziowie liniowi: Daniel Stricker |

Tabela
| Lp. | Zespół            | M | Z | Zd | Pd | P | G+ | G- | +/− | Pkt |
| --- | ----------------- | - | - | -- | -- | - | -- | -- | --- | --- |
| 1.  | Kanada            | 4 | 3 | 0  | 1  | 0 | 19 | 12 | +7  | 10  |
| 2.  | Stany Zjednoczone | 4 | 3 | 0  | 0  | 1 | 21 | 7  | +14 | 9   |
| 3.  | Czechy            | 4 | 1 | 1  | 0  | 2 | 10 | 13 | -3  | 5   |
| 4.  | Słowacja          | 4 | 1 | 0  | 0  | 3 | 16 | 17 | -1  | 3   |
| 5.  | Niemcy            | 4 | 1 | 0  | 0  | 3 | 7  | 24 | -17 | 3   |

    = awans do ćwierćfinałów     = baraż o utrzymanie
Grupa B
| 26 grudnia 2012 | Norwegia | 0:11 | Rosja | Malmö Arena, Malmö |

| Szczegóły      | Szczegóły   | Szczegóły       | Szczegóły | Szczegóły                                                               |
| -------------- | ----------- | --------------- | --- | ----------------------------------------------------------------------- |
| Godzina: 15:00 |             | (0:5, 0:5, 0:1) | 05:04 (EQ) W. Osnowin 06:26 (EQ) N. Zadorow 06:37 (EQ) D. Żafiarow 13:35 (EQ) W. Chłopotow 15:03 (EQ) M. Grigorienko 26:57 (EQ) W. Chłopotow 29:20 (EQ) N. Triamkin 31:03 (PP) A. Slepyszew 37:18 (SH) N. Zadorow 38:25 (PP) A. Barabanow 48:02 (EQ) A. Slepyszew | Widzów: 4260 Sędzia główny: Steve Papp Sędziowie liniowi: Devin Piccott |
| Godzina: 15:00 | 18 min. kar |                 | 8 min. kar | Widzów: 4260 Sędzia główny: Steve Papp Sędziowie liniowi: Devin Piccott |

| 26 grudnia 2012 | Szwajcaria | 3:5 | Szwecja | Malmö Arena, Malmö |

| Szczegóły      | Szczegóły                                                      | Szczegóły       | Szczegóły | Szczegóły                                                                       |
| -------------- | -------------------------------------------------------------- | --------------- | --- | ------------------------------------------------------------------------------- |
| Godzina: 19:00 | S. Zangger (PP) 05:43 K. Fiala (EQ) 08:23 F. Herzog (PP) 41:01 | (2:3, 0:0, 1:2) | 06:54 (EQ) F. Forsberg 08:44 (EQ) L. Bengtsson 17:19 (EQ) O. Sundqvist 42:43 (PP) C. Djoos 57:12 (EQ) A. Johnson | Widzów: 11109 Sędzia główny: Timothy Mayer Sędziowie liniowi: Jewgienij Romasko |
| Godzina: 19:00 | 12 min. kar                                                    |                 | 12 min. kar | Widzów: 11109 Sędzia główny: Timothy Mayer Sędziowie liniowi: Jewgienij Romasko |

| 27 grudnia 2012 | Finlandia | 5:1 | Norwegia | Malmö Arena, Malmö |

| Szczegóły      | Szczegóły | Szczegóły       | Szczegóły               | Szczegóły                                                               |
| -------------- | --- | --------------- | ----------------------- | ----------------------------------------------------------------------- |
| Godzina: 17:30 | A. Lehkonen (PP) 19:13 S. Mäenalanen (EQ) 22:57 S. Mäenalanen (EQ) 34:19 J. Nikko (EQ) 35:18 V. Leskinen (EQ) 47:40 | (1:0, 3:0, 1:1) | 56:52 (EQ) T. Johnsgard | Widzów: 734 Sędzia główny: Tobias Bjork Sędziowie liniowi: Marcus Linde |
| Godzina: 17:30 | 14 min. kar |                 | 8 min. kar              | Widzów: 734 Sędzia główny: Tobias Bjork Sędziowie liniowi: Marcus Linde |

| 28 grudnia 2012 | Szwecja | 4:2 | Finlandia | Malmö Arena, Malmö |

| Szczegóły      | Szczegóły                                                                                    | Szczegóły       | Szczegóły                                       | Szczegóły                                                                   |
| -------------- | -------------------------------------------------------------------------------------------- | --------------- | ----------------------------------------------- | --------------------------------------------------------------------------- |
| Godzina: 15:00 | A. Wennberg (PP) 04:15 A. Johnson (EQ) 34:04 J. de la Rose (EQ) 36:19 A. Wennberg (EQ) 47:27 | (1:1, 2:0, 1:1) | 00:41 (EQ) E. Lindell 40:45 (EQ) R. Ristolainen | Widzów: 11604 Sędzia główny: Rene Hradil Sędziowie liniowi: Daniel Stricker |
| Godzina: 15:00 | 16 min. kar                                                                                  |                 | 20 min. kar                                     | Widzów: 11604 Sędzia główny: Rene Hradil Sędziowie liniowi: Daniel Stricker |

| 28 grudnia 2012 | Rosja | 7:1 | Szwajcaria | Malmö Arena, Malmö |

| Szczegóły      | Szczegóły | Szczegóły       | Szczegóły           | Szczegóły                                                               |
| -------------- | --- | --------------- | ------------------- | ----------------------------------------------------------------------- |
| Godzina: 19:00 | I. Barbaszow (EQ) 16:27 A. Mironow (PP) 17:31 B. Jakimow (PP) 26:23 A. Barabanow (EQ) 31:27 D. Żafiarow (EQ) 32:01 W. Osnowin (PP) 48:17 M. Grigorienko (PP) 49:52 | (2:1, 3:0, 2:0) | 15:02 (EQ) J. Fuchs | Widzów: 7543 Sędzia główny: Tobias Bjork Sędziowie liniowi: Jozef Kubus |
| Godzina: 19:00 | 6 min. kar |                 | 34 min. kar         | Widzów: 7543 Sędzia główny: Tobias Bjork Sędziowie liniowi: Jozef Kubus |

| 29 grudnia 2012 | Norwegia | 0:10 | Szwecja | Malmö Arena, Malmö |

| Szczegóły      | Szczegóły   | Szczegóły       | Szczegóły | Szczegóły                                                                |
| -------------- | ----------- | --------------- | --- | ------------------------------------------------------------------------ |
| Godzina: 17:30 |             | (0:3, 0:3, 0:4) | 03:26 (EQ) G. Olofsson 08:55 (PP) A. Burakovsky 15:42 (PP) A. Burakovsky 21:16 (EQ) R. Hägg 25:01 (EQ) A. Burakovsky 29:42 (PP) S. Collberg 43:40 (EQ) R. Norell 46:31 (EQ) A. Wennberg 51:51 (PP) E. Lindholm 57:37 (PP) N. Sörensen | Widzów: 11296 Sędzia główny: Antti Boman Sędziowie liniowi: Marc Wiegand |
| Godzina: 17:30 | 16 min. kar |                 | 12 min. kar | Widzów: 11296 Sędzia główny: Antti Boman Sędziowie liniowi: Marc Wiegand |

| 30 grudnia 2012 | Rosja | 1:4 | Finlandia | Malmö Arena, Malmö |

| Szczegóły      | Szczegóły              | Szczegóły       | Szczegóły                                                                                | Szczegóły                                                                 |
| -------------- | ---------------------- | --------------- | ---------------------------------------------------------------------------------------- | ------------------------------------------------------------------------- |
| Godzina: 15:00 | W. Wasiljew (EQ) 05:27 | (1:0, 0:3, 0:1) | 22:21 (PP) S. Mäenalanen 30:20 (EQ) H. Haapala 35:07 (EQ) R. Kulmala 47:39 (PP) J. Nikko | Widzów: 945 Sędzia główny: Jozef Kubus Sędziowie liniowi: Daniel Stricker |
| Godzina: 15:00 | 10 min. kar            |                 | 8 min. kar                                                                               | Widzów: 945 Sędzia główny: Jozef Kubus Sędziowie liniowi: Daniel Stricker |

| 30 grudnia 2012 | Szwajcaria | 3:2 | Norwegia | Malmö Arena, Malmö |

| Szczegóły      | Szczegóły                                                        | Szczegóły       | Szczegóły                                | Szczegóły                                                                 |
| -------------- | ---------------------------------------------------------------- | --------------- | ---------------------------------------- | ------------------------------------------------------------------------- |
| Godzina: 17:30 | F. Herzog (PP) 34:39 M. Müller (EQ) 46:17 A. Rouiller (PP) 51:42 | (0:1, 1:0, 2:1) | 09:27 (EQ) E. Lesund 49:00 (PP) C. Rasch | Widzów: 418 Sędzia główny: Timothy Mayer Sędziowie liniowi: Devin Piccott |
| Godzina: 17:30 | 16 min. kar                                                      |                 | 14 min. kar                              | Widzów: 418 Sędzia główny: Timothy Mayer Sędziowie liniowi: Devin Piccott |

| 31 grudnia 2012 | Szwecja | 3:2 | Rosja | Malmö Arena, Malmö |

| Szczegóły      | Szczegóły                                                             | Szczegóły       | Szczegóły                                         | Szczegóły                                                                |
| -------------- | --------------------------------------------------------------------- | --------------- | ------------------------------------------------- | ------------------------------------------------------------------------ |
| Godzina: 14:00 | A. Johnson (PP) 03:29 N. Sörensen (EQ) 17:01 J. de la Rose (EQ) 57:38 | (2:0, 0:1, 1:1) | 24:47 (PP) A. Barabanow 51:52 (PP) M. Grigorienko | Widzów: 11528 Sędzia główny: Rene Hradil Sędziowie liniowi: Marc Wiegand |
| Godzina: 14:00 | 6 min. kar                                                            |                 | 20 min. kar                                       | Widzów: 11528 Sędzia główny: Rene Hradil Sędziowie liniowi: Marc Wiegand |

| 31 grudnia 2012 | Finlandia | 3:4 pk. | Szwajcaria | Malmö Arena, Malmö |

| Szczegóły      | Szczegóły                                                           | Szczegóły                 | Szczegóły                                                                              | Szczegóły                                                              |
| -------------- | ------------------------------------------------------------------- | ------------------------- | -------------------------------------------------------------------------------------- | ---------------------------------------------------------------------- |
| Godzina: 18:00 | V. Pokka (PP) 19:34 A. Mustonen (EQ) 30:29 S. Mäenalanen (EQ) 40:35 | (1:1, 1:2, 1:0, 0:0, 0:1) | 18:50 (EQ) F. Schmutz 26:56 (EQ) F. Herzog 29:49 (EQ) N. Dünner 65:00 (SO) C. Paschoud | Widzów: 718 Sędzia główny: Steve Papp Sędziowie liniowi: Devin Piccott |
| Godzina: 18:00 | 10 min. kar                                                         |                           | 14 min. kar                                                                            | Widzów: 718 Sędzia główny: Steve Papp Sędziowie liniowi: Devin Piccott |

Tabela
| Lp. | Zespół     | M | Z | Zd | Pd | P | G+ | G- | +/− | Pkt |
| --- | ---------- | - | - | -- | -- | - | -- | -- | --- | --- |
| 1.  | Szwecja    | 4 | 4 | 0  | 0  | 0 | 22 | 7  | +15 | 12  |
| 2.  | Finlandia  | 4 | 2 | 0  | 1  | 1 | 14 | 10 | +4  | 7   |
| 3.  | Rosja      | 4 | 2 | 0  | 0  | 2 | 21 | 8  | +13 | 6   |
| 4.  | Szwajcaria | 4 | 1 | 1  | 0  | 2 | 11 | 17 | -6  | 5   |
| 5.  | Norwegia   | 4 | 0 | 0  | 0  | 4 | 3  | 29 | -26 | 0   |

    = awans do ćwierćfinałów     = baraż o utrzymanie

## Turniej play-out
| 2 stycznia 2013 | Niemcy | 0:3 | Norwegia | Malmö Arena, Malmö |

| Szczegóły      | Szczegóły   | Szczegóły       | Szczegóły                                                            | Szczegóły                                                            |
| -------------- | ----------- | --------------- | -------------------------------------------------------------------- | -------------------------------------------------------------------- |
| Godzina: 11:00 |             | (0:0, 0:3, 0:0) | 25:06 (PP) M. Rønnild 26:19 (EQ) D. Svendsen 33:42 (PP) A. Klavestad | Widzów: 294 Sędzia główny: Rene Hradil Sędziowie liniowi: Steve Papp |
| Godzina: 11:00 | 35 min. kar |                 | 4 min. kar                                                           | Widzów: 294 Sędzia główny: Rene Hradil Sędziowie liniowi: Steve Papp |

| 3 stycznia 2013 | Norwegia | 3:4 | Niemcy | Malmö Isstadion, Malmö |

| Szczegóły      | Szczegóły                                                            | Szczegóły       | Szczegóły                                                                                       | Szczegóły                                                                 |
| -------------- | -------------------------------------------------------------------- | --------------- | ----------------------------------------------------------------------------------------------- | ------------------------------------------------------------------------- |
| Godzina: 16:00 | J. Karterud (EQ) 03:32 S. Nielsen (EQ) 23:58 T. Johnsgård (PP) 34:48 | (1:2, 2:0, 0:2) | 05:35 (EQ) S. Ziegler 07:50 (EQ) L. Draisaitl 46:25 (EQ) M. Eisenschmid 47:11 (EQ) L. Draisaitl | Widzów: 463 Sędzia główny: Antti Boman Sędziowie liniowi: Daniel Stricker |
| Godzina: 16:00 | 12 min. kar                                                          |                 | 31 min. kar                                                                                     | Widzów: 463 Sędzia główny: Antti Boman Sędziowie liniowi: Daniel Stricker |

| 5 stycznia 2013 | Niemcy | 3:1 | Norwegia | Malmö Isstadion, Malmö |

| Szczegóły      | Szczegóły                                                       | Szczegóły       | Szczegóły             | Szczegóły                                                              |
| -------------- | --------------------------------------------------------------- | --------------- | --------------------- | ---------------------------------------------------------------------- |
| Godzina: 12:00 | F. Tiffels (EQ) 19:46 D. Kahun (EQ) 39:20 P. Klöpper (EQ) 43:43 | (1:0, 1:1, 1:1) | 54:25 (EQ) M. Fischer | Widzów: 157 Sędzia główny: Jozef Kubus Sędziowie liniowi: Marcus Linde |
| Godzina: 12:00 | 12 min. kar                                                     |                 | 10 min. kar           | Widzów: 157 Sędzia główny: Jozef Kubus Sędziowie liniowi: Marcus Linde |

## Faza pucharowa
|  |                         |                   |                         |                         |   |           |                         |                         |                         |                         |                   |       |       |
|  | Ćwierćfinały            | Ćwierćfinały      | Ćwierćfinały            |                         |   | Półfinały | Półfinały               | Półfinały               |                         |                         | Finał             | Finał | Finał |
|  | Ćwierćfinały            | Ćwierćfinały      | Ćwierćfinały            |                         |   | Półfinały | Półfinały               | Półfinały               |                         |                         | Finał             | Finał | Finał |
|  | 2 stycznia 2014 – Malmö |                   |                         |                         |   |           |                         |                         |                         |                         |                   |       |       |
|  |                         |                   |                         |                         |   |           |                         |                         |                         |                         |                   |       |       |
|  | Stany Zjednoczone       | Stany Zjednoczone | 3                       |                         |   |           |                         |                         |                         |                         |                   |       |       |
|  | Stany Zjednoczone       | Stany Zjednoczone | 3                       | 4 stycznia 2014 – Malmö |   |           |                         |                         |                         |                         |                   |       |       |
|  | Rosja                   | Rosja             | 5                       |                         |   |           |                         |                         |                         |                         |                   |       |       |
|  | Rosja                   | Rosja             | 5                       |                         |   | Rosja     | Rosja                   | 1                       |                         |                         |                   |       |       |
|  | 2 stycznia 2014 – Malmö |                   |                         |                         |   | Rosja     | Rosja                   | 1                       |                         |                         |                   |       |       |
|  |                         |                   | Szwecja                 | Szwecja                 | 2 |           |                         |                         |                         |                         |                   |       |       |
|  | Szwecja                 | Szwecja           | Szwecja                 | Szwecja                 | 2 | 6         |                         |                         |                         |                         |                   |       |       |
|  | Szwecja                 | Szwecja           |                         |                         |   | 6         | 5 stycznia 2014 – Malmö |                         |                         |                         |                   |       |       |
|  | Słowacja                | Słowacja          | 0                       |                         |   |           |                         |                         |                         |                         |                   |       |       |
|  | Słowacja                | Słowacja          | 0                       |                         |   | Szwecja   | Szwecja                 | 2                       |                         |                         |                   |       |       |
|  | 2 stycznia 2014 – Malmö |                   |                         |                         |   | Szwecja   | Szwecja                 | 2                       |                         |                         |                   |       |       |
|  |                         |                   | Finlandia               | Finlandia               | 3 |           |                         |                         |                         |                         |                   |       |       |
|  | Finlandia               | Finlandia         | Finlandia               | Finlandia               | 3 | 5         |                         |                         |                         |                         |                   |       |       |
|  | Finlandia               | Finlandia         | 4 stycznia 2014 – Malmö |                         |   | 5         |                         |                         |                         |                         |                   |       |       |
|  | Czechy                  | Czechy            | 3                       |                         |   |           |                         |                         |                         |                         |                   |       |       |
|  | Czechy                  | Czechy            | 3                       |                         |   | Finlandia | Finlandia               | 5                       | Mecz o 3. miejsce       | Mecz o 3. miejsce       | Mecz o 3. miejsce |       |       |
|  | 2 stycznia 2014 – Malmö |                   |                         |                         |   | Finlandia | Finlandia               | 5                       | Mecz o 3. miejsce       | Mecz o 3. miejsce       | Mecz o 3. miejsce |       |       |
|  |                         |                   | Kanada                  | Kanada                  | 1 |           |                         | 5 stycznia 2014 – Malmö | 5 stycznia 2014 – Malmö | 5 stycznia 2014 – Malmö |                   |       |       |
|  | Kanada                  | Kanada            | Kanada                  | Kanada                  | 1 | 4         |                         | 5 stycznia 2014 – Malmö | 5 stycznia 2014 – Malmö | 5 stycznia 2014 – Malmö |                   |       |       |
|  | Kanada                  | Kanada            |                         |                         |   |           |                         | Rosja                   | Rosja                   | 2                       |                   |       |       |
|  | Szwajcaria              | Szwajcaria        | 1                       |                         |   |           |                         |                         | Rosja                   | 2                       |                   |       |       |
|  | Szwajcaria              | Szwajcaria        | 1                       |                         |   |           |                         | Kanada                  | Kanada                  | 1                       |                   |       |       |
|  |                         |                   |                         |                         |   |           |                         |                         | Kanada                  | 1                       |                   |       |       |

Ćwierćfinały
| 2 stycznia 2013 | Stany Zjednoczone | 3:5 | Rosja | Malmö Isstadion, Malmö |

| Szczegóły      | Szczegóły                                                          | Szczegóły       | Szczegóły | Szczegóły                                                               |
| -------------- | ------------------------------------------------------------------ | --------------- | --- | ----------------------------------------------------------------------- |
| Godzina: 12:00 | S. Matteau (EQ) 08:50 R. Hartman (EQ) 11:23 N. Kerdiles (EQ) 16:51 | (3:2, 0:2, 0:1) | 06:17 (EQ) M. Grigorienko 09:11 (EQ) P. Buczniewicz 33:15 (PP) N. Zadorow 34:16 (PP) N. Zadorow 59:32 (EN) P. Buczniewicz | Widzów: 1876 Sędzia główny: Jozef Kubus Sędziowie liniowi: Marcus Linde |
| Godzina: 12:00 | 12 min. kar                                                        |                 | 30 min. kar | Widzów: 1876 Sędzia główny: Jozef Kubus Sędziowie liniowi: Marcus Linde |

| 2 stycznia 2013 | Finlandia | 5:3 | Czechy | Malmö Arena, Malmö |

| Szczegóły      | Szczegóły | Szczegóły       | Szczegóły                                                       | Szczegóły                                                                |
| -------------- | --- | --------------- | --------------------------------------------------------------- | ------------------------------------------------------------------------ |
| Godzina: 14:30 | S. Mäenalanen (EQ) 02:54 J. Ikonen (EQ) 38:05 H. Ikonen (EQ) 45:56 S. Kinnunen (EQ) 51:39 S. Mäenalanen (EN) 59:45 | (1:1, 1:2, 3:0) | 03:39 (EQ) D. Simon 31:07 (EQ) M. Procházka 34:23 (EQ) R. Faksa | Widzów: 4085 Sędzia główny: Tobias Bjork Sędziowie liniowi: Marc WIegand |
| Godzina: 14:30 | 4 min. kar |                 | 8 min. kar                                                      | Widzów: 4085 Sędzia główny: Tobias Bjork Sędziowie liniowi: Marc WIegand |

| 2 stycznia 2013 | Kanada | 4:1 | Szwajcaria | Malmö Isstadion, Malmö |

| Szczegóły      | Szczegóły                                                                             | Szczegóły       | Szczegóły            | Szczegóły                                                                      |
| -------------- | ------------------------------------------------------------------------------------- | --------------- | -------------------- | ------------------------------------------------------------------------------ |
| Godzina: 17:00 | G. Reinhart (EQ) 18:08 A. Mantha (PS) 29:04 C. Lazar (EQ) 44:11 D. Pouliot (EQ) 53:49 | (1:0, 1:1, 2:0) | 39:59 (EQ) N. Dünner | Widzów: 2580 Sędzia główny: Jacob Grumsen Sędziowie liniowi: Jewgienij Romasko |
| Godzina: 17:00 | 10 min. kar                                                                           |                 | 6 min. kar           | Widzów: 2580 Sędzia główny: Jacob Grumsen Sędziowie liniowi: Jewgienij Romasko |

| 2 stycznia 2013 | Szwecja | 6:0 | Słowacja | Malmö Arena, Malmö |

| Szczegóły      | Szczegóły | Szczegóły       | Szczegóły   | Szczegóły                                                                   |
| -------------- | --- | --------------- | ----------- | --------------------------------------------------------------------------- |
| Godzina: 19:30 | L. Wallmark (EQ) 11:58 E. Lindholm (PP) 18:39 F. Forsberg (PP) 21:10 L. Wallmark (EQ) 33:21 F. Forsberg (EQ) 53:58 J. de la Rose (PP) 55:19 | (2:0, 2:0, 2:0) |             | Widzów: 10857 Sędzia główny: Timothy Mayer Sędziowie liniowi: Devin Piccott |
| Godzina: 19:30 | 18 min. kar |                 | 22 min. kar | Widzów: 10857 Sędzia główny: Timothy Mayer Sędziowie liniowi: Devin Piccott |

Półfinały
| 4 stycznia 2013 | Szwecja | 2:1 | Rosja | Malmö Arena, Malmö |

| Szczegóły      | Szczegóły                                      | Szczegóły       | Szczegóły              | Szczegóły                                                               |
| -------------- | ---------------------------------------------- | --------------- | ---------------------- | ----------------------------------------------------------------------- |
| Godzina: 15:00 | F. Forsberg (PP) 19:11 O. Sundqvist (EQ) 44:55 | (1:0, 0:0, 1:1) | 46:37 (EQ) D. Żafiarow | Widzów: 11725 Sędzia główny: Antti Boman Sędziowie liniowi: Rene Hradil |
| Godzina: 15:00 | 14 min. kar                                    |                 | 10 min. kar            | Widzów: 11725 Sędzia główny: Antti Boman Sędziowie liniowi: Rene Hradil |

| 4 stycznia 2013 | Kanada | 1:5 | Finlandia | Malmö Arena, Malmö |

| Szczegóły      | Szczegóły            | Szczegóły       | Szczegóły | Szczegóły                                                                  |
| -------------- | -------------------- | --------------- | --- | -------------------------------------------------------------------------- |
| Godzina: 19:00 | J. Drouin (EQ) 31:24 | (0:0, 1:3, 0:2) | 24:19 (EQ) J. Nikko 26:10 (PP) A. Lehkonen 35:36 (EQ) R. Ristolainen 56:48 (PS) T. Teräväinen 59:11 (EN) T. Teräväinen | Widzów: 11544 Sędzia główny: Timothy Mayer Sędziowie liniowi: Marc Wiegand |
| Godzina: 19:00 | 30 min. kar          |                 | 10 min. kar | Widzów: 11544 Sędzia główny: Timothy Mayer Sędziowie liniowi: Marc Wiegand |

Mecz o trzecie miejsce
| 5 stycznia 2013 | Kanada | 1:2 | Rosja | Malmö Arena, Malmö |

| Szczegóły      | Szczegóły               | Szczegóły       | Szczegóły                                       | Szczegóły                                                                  |
| -------------- | ----------------------- | --------------- | ----------------------------------------------- | -------------------------------------------------------------------------- |
| Godzina: 15:00 | J. Morrissey (EQ) 47:10 | (0:2, 0:0, 1:0) | 03:35 (PP) M. Grigorienko 14:38 (EQ) E. Gimatow | Widzów: 10713 Sędzia główny: Tobias Bjork Sędziowie liniowi: Timothy Mayer |
| Godzina: 15:00 | 10 min. kar             |                 | 10 min. kar                                     | Widzów: 10713 Sędzia główny: Tobias Bjork Sędziowie liniowi: Timothy Mayer |

Finał
| 5 stycznia 2013 | Szwecja | 2:3 pd. | Finlandia | Malmö Arena, Malmö |

| Szczegóły      | Szczegóły                                  | Szczegóły            | Szczegóły                                                                | Szczegóły                                                                  |
| -------------- | ------------------------------------------ | -------------------- | ------------------------------------------------------------------------ | -------------------------------------------------------------------------- |
| Godzina: 19:00 | L. Wallmark (PP) 27:53 C. Djoos (PP) 50:53 | (0:1, 1:1, 1:0, 0:1) | 00:28 (EQ) E. Lindell 28:38 (EQ) S. Mäenalanen 69:42 (EQ) R. Ristolainen | Widzów: 12023 Sędzia główny: Steve Papp Sędziowie liniowi: Daniel Stricker |
| Godzina: 19:00 | 4 min. kar                                 |                      | 12 min. kar                                                              | Widzów: 12023 Sędzia główny: Steve Papp Sędziowie liniowi: Daniel Stricker |

## Statystyki
- Klasyfikacja strzelców:  Saku Mäenalanen – 7 goli[1]
- Klasyfikacja asystentów:  Teuvo Teräväinen – 13 asyst[2]
- Klasyfikacja kanadyjska:  Teuvo Teräväinen – 15 punktów[3]
- Klasyfikacja +/−:  Teuvo Teräväinen – +11[4]

## Nagrody
Najbardziej Wartościowy Zawodnik (MVP) turnieju
- Filip Forsberg

Skład Gwiazd turnieju
- Bramkarz:  Juuse Saros
- Obrońcy:  Rasmus Ristolainen,  Nikita Zadorow
- Napastnicy:  Anthony Mantha,  Teuvo Teräväinen,  Filip Forsberg

Nagrody IIHF dla najlepszych zawodników
- Bramkarz:  Oscar Dansk
- Obrońca:  Rasmus Ristolainen
- Napastnik:  Filip Forsberg